# Девід Ламберт
Девід Ламберт (англ. David Lambert; нар. 29 листопада 1993, Батон-Руж, Луїзіана, США) — американський актор, відомий роллю Брендона Фостера в серіалі «Фостери».

## Біографія
Народився в Батон-Руж, Луїзіана, США, але він багато переїжджав: жив в Англії, Техасі, Республіці Китай. У середній школі він проживав у Атланті, Джорджия, де знайшов агента та почав працювати в місцевому театрі Атланти..
Мама Ламберта пуерто-риканського походження. Перебував на домашньому навчанні.

## Кар'єра
Девід Ламберт дебютував як телеактор у 2007. Після епізодичних ролей він отримав головну в телепроєкті «Справжній Аарон Стоун». Герой Ламберта — підліток, який захоплюється комп'ютерними іграми. Потім він отримав роль другого плану в фільмі «Братик Ден» та двома роками пізніше зіграв у сімейній стрічці «Посмішка розміром з Місяць». У драмі «Рятівник» 2013 року в актора була роль підлітка Джейсона. У тому ж році він був затверджений на одну з головних ролей серіалу «Фостери». На екрані він втілює біологічного сина Стефані Фостер.

## Фільмографія
| Рік       |    | Українська назва           | Оригінальна назва          | Роль            |
| --------- | -- | -------------------------- | -------------------------- | --------------- |
| 2007      | с  | Дім родини Пейн            | House of Payne             | Джелен          |
| 2008      | с  | Ясновидець                 | Psych                      | Джей Джей       |
| 2008      | тф | Красунчик/кралечка         | Pretty/Handsome            | підліток Боб    |
| 2008      | с  | Сини Тусона                | Sons of Tucson             | Квен            |
| 2009—2010 | с  | Справжній Аарон Стоун      | Aaron Stone                | Джйесон Лендерс |
| 2010      | тф | Братик Ден                 | Den Brother                | Денні Густаво   |
| 2012      | тф | Посмішка розміром з Місяць | A Smile as Big as the Moon | Стів            |
| 2012      | с  | Лонгмаєр                   | Longmire                   | Джейсон Леннокс |
| 2013      | ф  | Рятівник                   | The Lifeguard              | Джейсон         |
| 2013—2017 | с  | Фостери                    | The Fosters                | Брендон Фостер  |